# Kelkheim (Taunus)
Kelkheim település Németországban, Hessen tartományban. Lakosainak száma 29 106 fő (2023. december 31.).

## Népesség
A település népességének változása:
| Lakosok száma | 28 829 | 29 055 | 28 913 | 29 112 | 29 106 |
|               | 2017   | 2019   | 2021   | 2022   | 2023   |